# 邓伟志
邓伟志（1938年11月—），安徽萧县人，中国社会学家，上海大学终身教授，博士生导师，中国民主促进会会员。曾任民进第七届中央常委，第八届、第九届、第十届民进中央副主席。
1960年畢業於上海社会科学院工贸系。